# Nemotelus grootaerti
Nemotelus grootaerti är en tvåvingeart som beskrevs av Mason 1997. Nemotelus grootaerti ingår i släktet Nemotelus och familjen vapenflugor.
Artens utbredningsområde är Kongo. Inga underarter finns listade i Catalogue of Life.